# Abdelwahab Labidi
Abdelwahab Labidi (arabisch عبد الوهاب العبيدي, DMG ʿAbd al-Wahhāb al-ʿAbīdī; * 22. April 1929) ist ein tunesischer Bankkaufmann und war der zweite Präsident der Afrikanischen Entwicklungsbank (AfEB).

## Leben
Labidi hat Rechtswissenschaft studiert und begann 1957 seine berufliche Laufbahn als Assistant Inspector in der Credit Industriel et Commercial in Paris. Von 1959 bis 1960 war er Fondé de Pouvoir (Prokurist) bei der Bank von Tunesien. Danach war er von 1960 bis 1964 bei der Nationalen Tunesischen Landwirtschaftsbank, ab 1962 als Hauptprüfer. Im Juni 1964 wurde er Manager der Société Tunisienne de Banque. Am 1. September desselben Jahres wurde er nach Niger zur dortigen Entwicklungsbank abberufen, wo er als Geschäftsführer tätig war. Im Juni 1969 wurde er zum Vize-Präsident der AfEB gewählt.
As der damalige Präsident der AfEB, Mamoun Beheiry, am 19. Januar 1970 plötzlich zurücktrat, wurde Labidi am 21. Januar 1970 vom Aufsichtsratsgremium (Board of Directors) zum Interimspräsident bestimmt. Im August 1970 wählte das Direktorium (Board of Governors), auf Empfehlung des Aufsichtsratsgremiums, Labidi zum neuen Präsidenten.
Er war länger als die reguläre Amtsperiode von 5 Jahren im Amt, weil sich die 37 Staaten am 11. Mai 1975 auf dem Jahreskongress der AfEB im senegalesischen Dakar nicht auf einen Kandidaten einigen konnte. Es gab zum einen wirtschaftliche Unstimmigkeiten zwischen den nordafrikanischen und Subsahara-Staaten, ausgelöst durch die Ölpreiskrise von 1973 und zum anderen wollten die Subsaharastaaten nach 11 Jahren arabophoner Führung einen Präsidenten „aus ihren Reihen“, was Labidi, der für eine weitere Amtszeit hätte kandidieren können, auch so sah. Er empfahl jemanden aus den Subsahara-Staaten zum Präsidenten zu wählen, womöglich jemanden aus Ghana; aus seiner Sicht waren die Staaten aus Ostafrika noch nicht in der Lage, einen geeigneten Kandidaten aufzustellen.